# Paranothrotes tenuicornis
Paranothrotes tenuicornis is een rechtvleugelig insect uit de familie Pamphagidae. De wetenschappelijke naam van deze soort is voor het eerst geldig gepubliceerd in 1951 door Mishchenko.